# Llangibby Castle
Llangibby Castle är ett slott i Storbritannien.   Det ligger i kommunen Monmouthshire och riksdelen Wales, i den södra delen av landet, 190 km väster om huvudstaden London. Llangibby Castle ligger 110 meter över havet.
Terrängen runt Llangibby Castle är varierad. Runt Llangibby Castle är det tätbefolkat, med 356 invånare per kvadratkilometer. Närmaste större samhälle är Newport, 10,7 km sydväst om Llangibby Castle. Trakten runt Llangibby Castle består i huvudsak av gräsmarker.